# Federico Trillo-Figueroa Martínez-Conde
Federico Trillo-Figueroa y Martínez-Conde (Cartagena, Regió de Múrcia, 23 de maig de 1952) és un advocat i polític espanyol, President del Congrés dels Diputats entre 1996 i 2000, i Ministre de Defensa entre 2000 i 2004.

## Biografia
Va néixer el 23 de maig de 1952 a la ciutat de Cartagena, població situada a la Regió de Múrcia. Va estudiar dret a la Universitat de Salamanca, i posteriorment es doctorà a la Universitat Complutense de Madrid. El 1974 va ingressar al cos jurídic de l'Armada Espanyola, on va estar destinat a la Fiscalia de la Zona Marítima del Mediterrani i, més tard, a la Direcció de Construccions Navals Militars. L'any 1979 va accedir per oposició al cos de lletrats del Consell d'Estat d'Espanya.
Col·laborador de la fundació de l'Associació d'Estudis per al Progrés Social, és membre de la comissió Espanyola d'Història Militar i membre de l'Opus Dei.

## Activitat política
L'any 1983 va entrar al gabinet jurídic de Coalició Popular, la marca electoral del pacte realitzat entre Aliança Popular, el Partit Demòcrata Popular i la Unió Liberal. Sota la direcció de Manuel Fraga Iribarne va participar activament en la reestructuració del partit, que l'any 1989 adoptà el nom de Partit Popular.
A les eleccions generals d'aquell any fou elegit diputat per la província d'Alacant al Congrés dels Diputats, i ocupà el càrrec de vicepresident de la Mesa del Congrés fins al 1996. Entre 1991 i 1996 fou portaveu de Justícia del grup popular i comissionat davant el Tribunal Constitucional d'Espanya. El 27 de març de 1996 se'l va nomenar president del Congrés, càrrec que va mantenir fins al final de la VI legislatura.
En la formació del seu segon govern, José María Aznar el va nomenar Ministre de Defensa. Des d'aquest càrrec hagué de fer front a l'accident de l'avió Iak-42 a Turquia del 26 de maig de 2003, en el qual 62 membres de l'exèrcit que tornaven d'una missió de pau a l'Afganistan van morir. La polèmica entorn de la gestió d'aquest accident, així com de la identificació dels cadàvers va marcar el final de la seva etapa com a ministre de Defensa, tot i que romangué com a diputat del Congrés.
Amb data 31 de juliol del 2006, Federico Trillo-Figueroa, comissionat per noranta-vuit diputats del Grup Parlamentari Popular, interposà recurs d'inconstitucionalitat contra diversos preceptes de la Llei Orgànica 6/2006, de 19 de juliol, de reforma del III Estatut d'Autonomia de Catalunya.

### Ambaixador al Regne Unit
El 30 de març de 2012, i tot i que el ministre d'Exteriors García Margallo s'havia compromès a reservar els càrrecs a les ambaixades exclusivament a membres del cos diplomàtic, Federico Trillo va set nomenat ambaixador d'Espanya al Regne Unit. Al nomenament el va seguir una polèmica derivada del qüestionament de l'aptitud de Trillo per al càrrec, pel seu desconeixement de l'anglès. També va sorgir una polèmica perquè Trillo, primer, va transferir el seu escó de diputat per Alacant a la seva col·laboradora de tota la vida, Julia de Micheo Carrillo de Albornoz i, després, va esquivar la normativa vigent en obtenir que Julia de Micheo anés a treballar per a ell a Londres —assistint-lo en les relacions amb els empresaris— encara que això impliqués que la diputada per Alacant no pogués assistir a diversos plens del congrés. A l'abril de 2015 va sortir a la llum que Trillo havia rebut de forma irregular al llarg de tres anys, 2006, 2007 i 2008, 354.560 euros —pagament admès per Trillo, però defensant-ne la legalitat— de Grup Collosa, una empresa implicada en la trama de corrupció destapada per Hisenda a Castella i Lleó amb relació a les concessions de parcs eòlics a aquesta comunitat.

## Corrupció
Segons els anomenats papers de Bárcenas (presumpta comptabilitat B del Partit Popular) publicats pel diari El País, Trillo hauria rebut un total de 185.256 euros en sobresous amb diners en negre procedents del finançament il·legal del partit.

## Obres
- El poder político en los dramas de Shakespeare
- Pregones y semblanzas.